# Vertiente Occidental (Risaralda)
La Vertiente Occidental de Risaralda es una de las tres subregiones en que se subdivide el departamento colombiano de Risaralda; está conformada por los siguientes municipios:
- Apía
- Balboa
- Belén de Umbría
- Guática
- La Celia
- Quinchía
- Santuario